# Fausto Maria Liberatore
Fausto Maria Liberatore (Lucca, 17 dicembre 1922 – Lido di Camaiore, 22 marzo 2004) è stato un pittore e politico italiano.

## Biografia
Inizia a dipingere molto presto, intorno ai quindici anni. Inviato al fronte in Libia, torna a Lucca nel 1941 ed impara gli elementi essenziali e continua a dipingere nel periodo di clandestinità, sino alla Liberazione. Dopo la fine della guerra, conosce lo scrittore Enrico Pea e tramite lui entra in contatto con artisti del livello di Carlo Carrà, Raffaele De Grada ed Ernesto Treccani, i quali gli organizzano la sua prima importante mostra personale a Milano.
Impegnato politicamente, fu segretario della federazione provinciale di Lucca del Partito Comunista Italiano. Venne eletto alla Camera dei deputati nel 1958 nelle file del PCI, restando a Montecitorio per una legislatura. Terminato l'impegno parlamentare abbandonò l'attivismo politico, concentrandosi sull'arte. Nel 1963 il Premio Viareggio gli organizzò una mostra.

Sposato con Anna, da cui rimase vedovo nel 1976, ebbe sei figli. È morto nel 2004 all'età di 81 anni.